# Augustin Chiriță
Augustin Eduard Chiriță (n. 10 octombrie 1975, Slatina, Olt, România) este un fost fotbalist român, care a evoluat pe postul de mijlocaș ofensiv. În prezent este preparator fizic la clubul din Prima Ligă Uzbecă, FC Turon Yaypan. În trecut a fost antrenor secund la echipa din orașul său natal, FC Olt Slatina.